# Sonic Nurse
Sonic Nurse es el 13º álbum de Sonic Youth, lanzado el 7 de junio de 2004. El diseño de la cubierto fue hecho por el renombrado artista Richard Prince, y sacado de su serie de pinturas Nurse Paintings. Una de las creaciones fotográficas de Prince se titula "Dude Ranch Nurse", que es también el nombre de una de las canciones del álbum.
La canción "Pattern Recognition" se basa en la novela homónima de 2003 de William Gibson. Sonic Youth ya había utilizado anteriormente el trabajo de Gibson dentro de sus influencias en algunos temas de su disco Daydream Nation.
La canción "Kim Gordon and the Arthur Doyle Hand Cream" ya había sido publicada anteriormente como "Mariah Carey and the Arthur Doyle Hand Cream" bajo el sello Narnack.

## Lista de canciones
Todas las canciones escritas y compuestas por Sonic Youth. 
| N.º | Título                                                                       | Duración |  |
| 1.  | «Pattern Recognition» (letra/voz Gordon)                                     | 6:33     |  |
| 2.  | «Unmade Bed» (letra/voz Moore)                                               | 3:53     |  |
| 3.  | «Dripping Dream» (letra/voz Moore)                                           | 7:46     |  |
| 4.  | «Kim Gordon and the Arthur Doyle Hand Cream» (letra Sonic Youth, voz Gordon) | 4:51     |  |
| 5.  | «Stones» (letra/voz Moore)                                                   | 7:06     |  |
| 6.  | «Dude Ranch Nurse» (letra/voz Gordon)                                        | 5:44     |  |
| 7.  | «New Hampshire» (letra/voz Moore)                                            | 5:12     |  |
| 8.  | «Paper Cup Exit» (letra/voz Ranaldo, voz de fondo Moore)                     | 5:55     |  |
| 9.  | «I Love You Golden Blue» (letra/voz Gordon)                                  | 7:02     |  |
| 10. | «Peace Attack» (letra/voz Moore)                                             | 6:10     |  |

### Temas adicionales
| N.º | Título                                            | Duración |  |
| 11. | «Kim Chords» (bonus track en Reino Unido y Japón) | 5:59     |  |
| 12. | «Beautiful Plateau» (bonus track en Japón)        | 3:08     |  |

- Ambas canciones están también disponibles en The Destroyed Room: B-Sides and Rarities.

## Estadísticas
| Estadísticas (2004)             | Posición |
| ------------------------------- | -------- |
| Official Norwegian Albums Chart | N.º 21   |
| Official Belgium Albums Chart   | N.º 23   |
| Official French Albums Chart    | N.º 41   |
| Official Italian Albums Chart   | N.º 50   |
| Official Irish Albums Chart     | N.º 53   |
| Billboard Top 200               | N.º 64   |
| Official German Albums Chart    | N.º 89   |

## Créditos
- Kim Gordon (Voces, guitarra, bajo)
- Thurston Moore (Voces, guitarra)
- Lee Ranaldo (Guitarra, voces)
- Steve Shelley (Batería)
- Jim O'Rourke (Guitarra, bajo)

## Álbum promocional
En 2004 también se lanzó un disco promocional de Sonic Nurse, que incluye 5 canciones.
| N.º   | Título                           | Duración |  |
| 1.    | «Unmade Bed» (edición de radio)  | 3:22     |  |
| 2.    | «Pattern Recognition»            | 6:33     |  |
| 3.    | «Stones»                         | 7:06     |  |
| 4.    | «Paper Cup Exit»                 | 5:56     |  |
| 5.    | «Unmade Bed» (versión del álbum) | 3:54     |  |
| 26:51 |                                  |          |  |